# Смерть лорда Эджвера (фильм)
«Смерть лорда Эджвера» (англ. Lord Edgware Dies) — британский детективный фильм режиссёра Генри Эдвардса, вышедший в 1934 году. В главных ролях снялись Остин Тревор, Джейн Карр и Ричард Купер. Сюжет фильма основан на романе Агаты Кристи «Смерть лорда Эджвера», впервые опубликованном в 1933 году.
Остин Тревор исполнил роль Эркюля Пуаро в третий раз, ранее он снимался в этой роли в фильмах «Алиби» и «Чёрный кофе», вышедших в 1931 году. Все три фильма сняты на киностудии Twickenham.

## В ролях
- Остин Тревор — Эркюль Пуаро
- Джейн Карр — леди Эджвер
- Ричард Купер — капитан Гастингс
- Джон Тернбулл — инспектор Джепп
- Майкл Шепли — капитан Роланд Marsh
- Лесли Перинс — Bryan Martin
- Шарль Франс — лорд Эджвер
- Эсме Перси — герцог Мертон